# Kaišiadorys
Kaišiadorys är  en stad som ligger mellan Vilnius och Kaunas i centrala Litauen.

## Historia
Stadens namn är uppkallat efter en tatar,  Khaishadar, som bodde i området under 1500-talet. Namnet är därför mycket ovanligt i Litauen, eftersom det har asiatiska rötter. År 1871 byggdes en järnväg mellan Vilnius och Liepaja, vilket gjorde att staden växte. År 2008 hade Kaišiadorys drygt 13 000 invånare.
År 1915, under första världskriget, ockuperades staden av tyskarna och blev huvudstad i en administrativ enhet för första gången. När Vilniusprovinsen blev en del av Polen, blev Kaišiadorys en tillfällig huvudstad i Trakai Apskritis.

## Kända personer
- Algirdas Brazauskas - politiker, gick i skola i Kaišiadorys.
- Ramūnas Šiškauskas - basketspelare.
- Kazimieras Vasiliauskas - första litauiska racerföraren på internationell nivå.